# Orgasme anal
Un orgasme anal és un clímax sexual (orgasme) en un home o dona a través de l'estimulació anal, a partir de la inserció d'un dit, penis o joguina sexual. Alguns homes i algunes dones, no tots, són capaços d'arribar a l'orgasme anal, com a resultat d'un clímax sexual complet.
En els homes, l'estimulació de la pròstata per una altra persona i possiblement l'estimulació addicional del penis per algú altre poden dur a l'orgasme.
En les dones, l'estimulació dels extrems dels nervis a la cavitat vaginal (que són molt a prop de l'anus), pel penis d'algú altre i una possible estimulació manual addicional del clítoris, poden dur a l'orgasme.
En tots dos sexes el plaer pot venir dels extrems dels nervis del voltant de l'entrada de l'anus. A més, el contacte oral amb l'anus pot ser una font de plaer sense haver de recórrer a l'estimulació de la pròstata o el clítoris. L'orgasme anal no té res a veure amb l'orgasme de pròstata, tot i que sovint es confonen.